# Thomas Dausgaard
Thomas Dausgaard (Copenhague, 4 de julio de 1963) es un director de orquesta danés.

## Trayectoria
En Escandinavia, Dausgaard ha sido director principal de la Orquesta de Cámara Sueca desde 1997. De 2001 a 2004, fue director Invitado Principal de la Orquesta Sinfónica Nacional Danesa (DNSO), y se convirtió en director principal en 2004, el primer director danés en ostentar el puesto. Concluyó su dirección de la DNSO al final de la temporada 2010-2011, y posteriormente se convirtió en el director honorario de la orquesta. En mayo de 2017, la Orquesta de Cámara Sueca anunció que Dausgaard concluirá su mandato como director principal después de la temporada 2018-2019 y, posteriormente, tomará el título de director laureado de la orquesta.
Fuera de Escandinavia, Dausgaard es nombrado primer director invitado de la Sinfónica de Seattle en marzo de 2013. En octubre de 2013, la Sinfónica de Seattle nombra a Dausgaard su próximo principal director invitado, a partir de la temporada 2014-2015, con un contrato inicial de 3 años. En marzo de 2016, la Sinfónica de Seattle anunció la extensión de Dausgaard del contrato como director invitado hasta la temporada 2019-2020. En marzo de 2015, la BBC Scottish Symphony Orchestra, anunció el nombramiento de Dausgaard como su próximo director principal, a partir de la temporada 2016-2017. En octubre de 2017, la Sinfónica de Seattle, anunció el nombramiento de Dausgaard como su próximo director musical, eficaz desde la temporada 2019-2020, con un contrato inicial de 4 temporadas.
Dausgaard ha sido un habitual director de la música de Per Nørgård, y es el dedicatario de su composición de Los Terrenos Vagos. Para los sellos Chandos y DaCapo, Dausgaard ha realizado varias grabaciones de compositores daneses y otros escandinavos, incluyendo trabajos de Per Nørgård, Johan Svendsen, Johan Peter Emilius Hartmann, Rued Langgaard, Dag Wirén, Franz Berwald, August Enna y Asger Hamerik. También se ha embarcado en una serie de grabaciones para SIMAX de la música de Ludwig van Beethoven, así como dos discos para el sello BIS de las sinfonías de Robert Schumann.
Dausgaard y su esposa Helle Hentzer tienen tres hijos.